# 종합 도서 목록
종합 도서 목록 또는 유니언 카탈로그(Union catalog)는 여러 도서관의 소장 자료를 설명하는 통합된 도서 목록이다. 종합 도서 목록은 책 형식, 마이크로폼, 카드 목록 및 최근에는 네트워크화된 전자 데이터베이스를 포함한 다양한 매체로 제작되었다. 인쇄된 종합 도서 목록은 일반적으로 제목, 저자 또는 주제별로 배열된다(종종 통제 어휘집을 사용함). 전자 버전은 일반적으로 키워드 및 불 논리 검색을 지원한다. 종합 도서 목록은 사서에게 유용하며, 상호대차 서비스를 통해 다른 도서관에서 자료를 찾고 요청하는 데 도움을 준다. 또한 연구자들이 사본 컬렉션과 같이 다른 방법으로는 접근할 수 없는 컬렉션을 검색할 수 있도록 한다.
인쇄된 종합 도서 목록 중 가장 큰 것은 1981년에 완성된 미국 국립 종합 목록 사전-1956 인쇄물(NUC)이다. 이 업적은 이후 전자 데이터베이스 형태의 종합 도서 목록의 생성으로 대체되었으며, 그 중 가장 큰 것은 OCLC의 월드캣이다. 다른 예로는 독일의 K10plus, Research Libraries UK에서 제공하는 라이브러리 허브 디스커버(Library Hub Discover, 구 COPAC), 캐나다 도서관 및 기록 보관소에서 제공하는 AMICUS가 있다.
학술 출판물의 경우, OAI-PMH를 통해 오픈 아카이브에서 제공하는 공공 데이터와 크로스레프 및 기타 출처에 출판사가 제출한 기록을 결합하기 위한 여러 학술 검색 엔진이 존재한다. 여기에는 2020년 기준으로 2천만 개 이상의 오픈 액세스 출판물을 색인하는 BASE, CORE 및 언페이월(Unpaywall)이 포함된다.

## 역사적 발전
도서관 간에 목록 기록을 공유하는 아이디어는 적어도 프랑스 혁명만큼이나 오래된 것으로, 프랑스 전역의 사서들이 플레잉 카드 뒷면에 기록을 작성하고 파리에 있는 국립도서관으로 우편을 보내는 방식으로 국가의 도서를 목록화하는 데 기여하도록 장려하는 목록화 표준이 발표되었다.:30-31 이 아이디어는 19세기 내내 사서들 사이에서 상식이었다. 그럼에도 불구하고, 1901년에야 미국 의회도서관이 보스턴 공공 도서관, 하버드 칼리지 도서관, 뉴욕 공공 도서관과 카드를 교환하기 시작했으며:194 또한 자체 목록 카드의 복사본을 미국 전역의 공공 도서관에 판매하는 카드 발행 서비스를 시작했다.:138-193 카드 목록은 다음 60년 동안 거대하게 성장했다. 1960년대 후반, 기계가독형 목록 표준을 통한 컴퓨터화되고 프로그래밍 가능한 형태로 기계가독형 목록의 개발은 그 이후부터 종합 목록 작업이 물리적으로가 아닌 전자적으로 수행될 수 있음을 의미했다.

## 같이 보기
- OAIster
- SUNCAT
- 트로브
- Universal Bibliographic Control
- UNIMARC
- 국제십진분류법
- 가상 국제 전거 파일